# Habronychus rubicundus
Habronychus rubicundus is een keversoort uit de familie soldaatjes (Cantharidae). De wetenschappelijke naam van de soort werd in 1926 gepubliceerd door Champ.